# 藤井サチ
藤井 サチ（ふじい サチ、1997年3月6日 - ）は、日本の女性ファッションモデル、タレント、YouTuber。東京都渋谷区出身。
日本人の父とアメリカ人の母を持つハーフ。既婚。

## 略歴
経済的に非常に裕福な家庭で育ち、2011年、当時14歳の時にスカウトにてサトルジャパンに所属・デビュー。
2012年、女子中高生向けファッション雑誌『Seventeen』のオーディションで「ミスセブンティーン2012」に選ばれ、同誌の専属モデルとなる。
2015年4月に上智大学に進学。
2017年3月1日発売の『Seventeen』4月号で同誌専属モデルを卒業。同年4月22日発売の『ViVi』6月号より同誌専属モデルとなる
セブンティーン専属モデルを卒業した後はセレブモデルとしてTV出演が多くなった。
2019年3月に上智大学を卒業した。
2020年2月15日発売の「週刊ヤングマガジン」(集英社)にて初グラビアを披露
2022年5月15日、約5年間所属したLIBERAとの契約を満了。その後はフリーを経て、ホリプロに所属する。
2024年3月23日発売の『ViVi』5月号で同誌専属モデルを卒業。
2025年7月10日、一般男性と結婚したことを自身のSNSで発表した。

## 人物
- 2018年時点の東京都渋谷区の自宅の間取りは16LLDDKKであり、父は神戸出身でルイ・ヴィトンジャパンの元社長の藤井清孝[2]。母はアメリカ合衆国マサチューセッツ州の出身[13]のジャーナリストで日本外国特派員協会の元会長のルーシー・バーミンガム[2]。自身は「中身はほとんど日本人」であるという[13]。兄弟は姉1人、兄1人[14]でロックバンドThe SALOVERSのギター担当だった藤井清也は実兄[4]。姉の藤井仁奈は[15]、ハリウッドで女優をしている[2][18]。実の両親は離婚しており、父と義母の間に歳の離れた妹がいる[19]。
- 愛犬の名前はチョコ。
- 好きな漫画は『僕等がいた』。好きな映画は『きみに読む物語』。好きなアーティストはマイリー・サイラス。好きなブランドはH&M、ベルシュカ。[20]
- セブンティーン専属モデル時代から親友の中条あやみとは姉妹のような関係[2]で、モデルでコンビを組む際は、"さちぽー"と称していた[21]。
- 自身は結婚したら相手の姓に変える願望はあるが、別姓のままでも同等の結婚生活や社会活動ができるべきで、選択的夫婦別姓制度にも賛成である[13]。
- 音楽へのこだわりが強い。「いいなと思っていた人でも、大好きな曲がかかろうとしたときにスキップされると、『この人は絶対にない』となる」と語っている[22]。

## 出演

### ファッションショー
- GINZA RUNWAY
- i collection2012S/S
- i collection2013S/S
- 東京ガールズコレクション
  - 第37回 マイナビ 東京ガールズコレクション 2023 AUTUMN／WINTER（2023年9月2日、さいたまスーパーアリーナ）[23]
  - CREATEs presents TGC KITAKYUSHU 2023 by TOKYO GIRLS COLLECTION（2023年10月7日、西日本総合展示場新館）[24]
- Rakuten GirlsAward 2023 AUTUMN/WINTER（2023年9月30日、幕張メッセ）[25]
- ミュゼプラチナム Presents SAPPORO COLLECTION 2023 AUTUMN／WINTER（2023年11月4日、北海きたえーる）[26]

### テレビ 情報・バラエティ
- 王様のブランチ（2017年10月7日 - 2021年3月27日、TBS） - ブランチリポーター[27]
- 東京電波女子（2018年5月 - 、TOKYO MX） - MC
- 世界サンライズツアー（2022年8月27日-  、Eテレ）- MC
- 堀潤モーニングFLAG（2022年- 2024年、TOKYO MX） - コメンテーター
- newsおかえり（2022年- 、ABCテレビ） - 月曜コメンテーター
- 朝まで生テレビ（2024年4月27日・6月29日・8月31日、テレビ朝日） - パネラー
- ビートたけしのTVタックル（2024年6月23日、テレビ朝日）
- 特選！超快適バカンス 2024夏in那須塩原（2024年8月12日、TBS）
- おはリナ!（2024年10月4日 - 、TOKYO MX） - 隔週金曜日

### テレビ ドラマ
- 3人のパパ（第1話「パンツは脱がないで（笑）」2017年4月20日  、TBS）-岡山朔の同僚

### ウェブテレビ
- 安室奈美恵ファッション総選挙　FASHION MOVIE BEST 50（2018年9月9日、AbemaTV）[28]
- オジきゅんです!（2021年1月30日 - 、ABEMA） - MC[29]

### CM
- 明治製菓ミルクチョコレート「すすめ！恋する乙女たち。」webのみ
- キユーピー、アヲハタジャムのCM「アヲハタジャム・デ・アート『JAM de ART』」篇
- エテルナ
- カラコン「Little Honeyps」（2017年4月 - ）

### 広告
- イー・エス・エス「piu」
- リクルート企業広告（2013年）

### イベント
- ViVi Night
  - ViViNight inTaipei（2019年11月16日、新光三越Legacy MAX）[30]
  - ViVi Night 2023（2023年10月5日、東急歌舞伎町タワー Zepp Shinjuku）[31]

## 書籍

### 雑誌連載
- Seventeen（2012年10月号 - 2017年4月号、集英社） - 専属モデル
- ViVi (2017年6月号 - 2024年5月号、講談社) - 専属モデル

### 小説表紙
- ハツコイはエイプリルフールに。（2014年10月24日、集英社ピンキー文庫）[32]

## 受賞歴
2022年
- スニーカーベストドレッサー賞2022 モデル部門